# 吉田久一
吉田 久一（よしだ きゅういち、1915年9月10日 - 2005年10月16日）は、日本の社会福祉学者。

## 経歴
新潟県生まれ。大正大学文学部史学科卒業。1943年応召し中国、満洲、沖縄、石垣島などに駐屯。戦後は日本社会事業大学助教授、教授を務め、1981年定年退任。日本社会事業大学名誉教授、東洋大学教授。「福祉と宗教と平和」をテーマとして社会福祉と近代仏教を専攻とした。2003年に第37回仏教伝道功労賞を受賞。

## 著書
- 『近代社会事業の歴史』社会事業講座 福祉春秋社、1952
- 『八重山戦日記』私家版、1953 ニライ社、1999
- 『日本近代仏教史研究』吉川弘文館、1959
- 『日本社会事業の歴史』勁草書房、1960
- 『清沢満之』人物叢書 吉川弘文館、1961
- 『日本近代仏教社会史研究』吉川弘文館、1964
- 『日本の近代社会と仏教』評論社、1970 日本人の行動と思想
- 『昭和社会事業史』ミネルヴァ書房、1971 社会福祉選書
- 『社会事業理論の歴史』一粒社、1974 社会福祉と諸科学
- 『現代社会事業史研究』勁草書房、1979
- 『日本貧困史 生活者的視点による貧しさの系譜とその実態』川島書店、1984
- 『吉田久一著作集』全7巻 川島書店、1989-93
1. 日本社会福祉思想史 1989
2. 日本貧困史  改訂版 1993
3. 現代社会事業史研究 改訂増補版 1990
4. 日本近代仏教史研究 1992
5-6. 日本近代仏教社会史研究 改訂増補版 1991
7.　社会福祉・宗教論集 1993
- 『日本の社会福祉思想』勁草書房、1994
- 『日本社会福祉理論史』勁草書房、1995
- 『日本の貧困』勁草書房、1995
- 『近現代仏教の歴史』筑摩書房、1998／ちくま学芸文庫、2017
- 『社会福祉と日本の宗教思想 仏教・儒教・キリスト教の福祉思想』勁草書房、2003
- 『新・日本社会事業の歴史』勁草書房、2004

### 共編
- 『社会保障と社会事業』小川政亮共編 医歯薬出版、1960
- 『社会事業の歴史』高島進共著 誠信書房、1964 社会福祉事業シリーズ
- 『戦後社会福祉の展開』編著 ドメス出版、1976
- 『社会福祉の形成と課題 社会事業から社会福祉へ』編 川島書店、1981
- 『昭和社会事業史への証言』一番ケ瀬康子共編 ドメス出版、1982
- 『社会福祉の日本的特質』編著 川島書店、1986
- 『現代仏教思想入門』編 筑摩書房、1996
- 『社会福祉思想史入門』岡田英己子共著 勁草書房、2000
- 『日本仏教福祉思想史』長谷川匡俊共著 法藏館、2001